# Bhanu Kapil
Bhanu Kapil, née en 1968 à Londres, est une poète, romancière et universitaire britannique enseignant aux États-Unis,.

## Biographie
Bhanu Kapil est issue d'une famille indienne pauvre venue s'installer au Royaume-Uni en 1962. Elle grandit dans la communauté asiatique du Grand Londres.
Après ses études secondaires, elle entre à l'université de Loughborough, où elle obtient un Bachelor of Arts (licence). Elle s'installe ensuite aux États-Unis, où elle obtient un Master of Arts de l'université d'État de New York à Brockport.
Elle enseigne à l'Université Naropa (en) (Boulder, Colorado) et au Goddard College (Vermont).
Elle est régulièrement invitée par des universités et divers centres culturels pour donner des lectures publiques,,,.
Bhanu Kapil vit au Colorado depuis 1998.

## Œuvres
Les œuvres de Bhanu Kapil sont rédigées dans un style mixte prose/poésie ou recherchent des innovations expérimentales, aussi ses différentes publications ne sont-elles pas établies par genres, tels poésie ou roman.
- Stay with me forever, Boulder City, Colorado, Kavyayantra Press, 1999 (OCLC 311867946),
- Autobiography of a Cyborg, R. Gladman, 2000, 33 p. (OCLC 45143098),
- The Vertical Interrogation of Strangers, Kelsey Street Press, 1 octobre 2001, rééd. 2019, 111 p. (ISBN 978-0-932716-56-9)[11],
- From The wolf girls of midnapure, Brooklyn, New York, Belladonna Books, 2002, 6 p. (OCLC 51024605),
- Incubation : A Space for Monsters, Leon Works, janvier 2006, 95 p. (ISBN 978-0-9765820-2-1)[12],
- Water Damage : A Map of Three Black Days, Corollary Press, 2006, rééd. décembre 2008, 37 p. (OCLC 528862934),
- Humanimal : A Project for Future Children, Kelsey Street Press, 1er juillet 2009, 88 p. (ISBN 978-0-932716-70-5) ,
- Schizophrene, Nightboat, 14 juin 2011, 73 p. (ISBN 978-0-9844598-6-5),
- Treinte Ban : a psychiatric handbook to accompany a work undone, Portland, Oregon, New Herring Press, 2014 (OCLC 900432848),
- Ban en Banlieue, Nightboat Books, 6 janvier 2015, 109 p. (ISBN 978-1-937658-24-3)[13] ,
- Entre-Ban, Montréal, Québec, Vallum Society for Education in Arts & Letters, 2017, 25 p. (ISBN 978-0-9953248-2-4),
- How to Wash a Heart, Liverpool University Press, 31 mai 2020, 52 p. (ISBN 978-1-78962-168-6, lire en ligne),

### Articles et interviews
- The Trauma of Migration in Bhanu Kapil’s, article de Tanvi Misra pour The Atlantic, 2017[14],
- Ban en Banlieue by Bhanu Kapil, recension de Lindsay King-Miller pour "Muzzle Magazine", 2017[15]
- Bhanu Kapil: Hybridity and Disembodiment, article de Sue Rainsford pour "Ploughshares", revue de l'Emerson College, 2017[16]
- Poetry in ruins, article d'Allison Conner pour la revue Jacket2, 2016[17],
- Reading Bhanu Kapil, article du "Believer Magazine", 2015[18]
- A conversation with Bhanu Kapil, interview menée par Laynie Brown pour la revue Jacket2, 2013[19],
- Incubation: 'A Space for Monsters' by Bhanu Kapil, article de Laynie Brown pour la revue Jacket2, 2013[12],
- Unfold is the wrong word, interview menée par Rowland Saifi pour le magazine littéraire "HTMLGIANT", 2012[20]
- Bhanu Kapil, interview menée par Katherine Sanders pour Bomb Magazine, 2011[21],
- Bhanu Kapil, interview menée par Stephanie Luczajko pour "Tinge Magazine" de l'université Temple, 2011[22],
- The Vertical Interrogation of Strangers, recension de Jane Sprague pour la revue Jacket2, 2003[11].

### Documents audiovisuels
- The Poet’s Voice: Bhanu Kapil & Fred Moten | Woodberry Poetry Room, sur la chaine Harvard University diffusée par YouTube, 2015[23]
- Lectures et conférences sur le site Pennsound[6].